# Анчоус європейський
Анчо́ус європе́йський, або хамса́ (Engraulis encrasicolus) — невелика зграйна рибка родини Анчоусових (Engraulidae). Морська океанодромна пелагічна риба. Об'єкт промислу.

## Характеристика
Тіло валькувате, округле в поперечному розрізі. Рот дуже великий, нижній. Спина забарвлена у яскраво-зелений, синє-зелений, майже чорний колір, або світліша, сірувата. Боки сріблясто-білі, іноді вздовж боків тягнеться повздовжна смуга, що відсвічує металевим блиском. Сягає довжини 20 см, зазвичай 12-15 см.

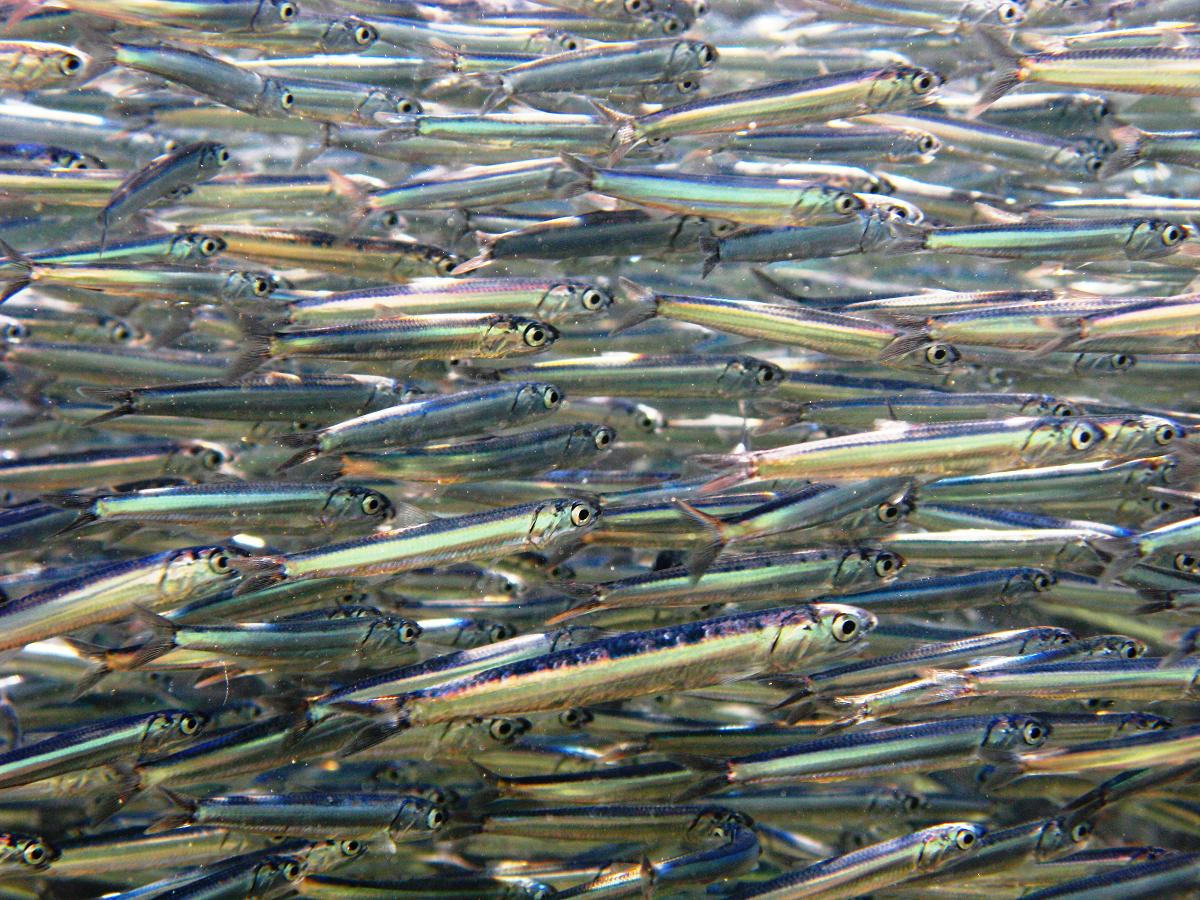
Зграя хамси

## Ареал
Ареал охоплює східну Атлантику від Бергену в Норвегії до Іст-Лондону в Південній Африці (іноді до Дурбану). Також у Середземному і Чорному морях, окремі особини відзначаються у Суецькому каналі та Суецькій затоці; також біля Острова Святої Єлени. Зареєстрований біля берегів Естонії.

## Промисел

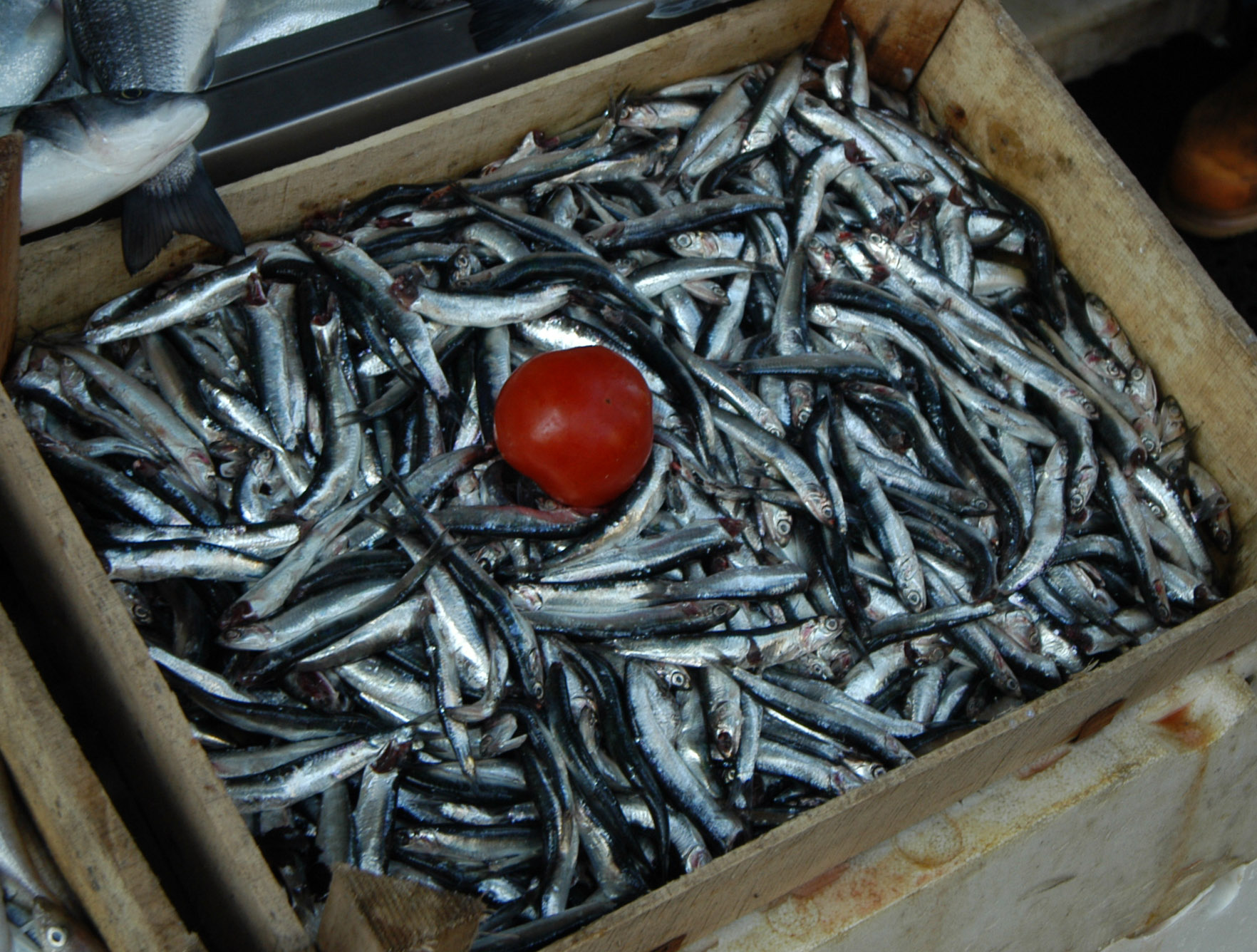
Хамса на ринку у Туреччині

Поряд з перуанським та японським анчоусами, хамса є об'єктом широкого промислу. Ще в античний час середземноморські анчоуси високо цінувалися в солоному вигляді і для приготування соуса гарум.